# Mistrzostwa Europy w Lekkoatletyce 1966 – skok wzwyż mężczyzn
Skok wzwyż mężczyzn był jedną z konkurencji rozgrywanych podczas VIII Mistrzostw Europy w Budapeszcie. Kwalifikacje rozegrano 31 sierpnia, a finał 1 września 1966. Zwycięzcą tej konkurencji został reprezentant Francji Jacques Madubost. W rywalizacji wzięło udział dwudziestu czterech zawodników z trzynastu reprezentacji.

## Rekordy
| Rekord świata     | Walerij Brumel (SUN) | 2,28 | Moskwa, ZSRR        | 21.08.1963 |
| Rekord Europy     | Walerij Brumel (SUN) | 2,28 | Moskwa, ZSRR        | 21.08.1963 |
| Rekord mistrzostw | Walerij Brumel (SUN) | 2,21 | Belgrad, Jugosławia | 16.09.1962 |

## Wyniki

### Kwalifikacje
| Miejsce | Zawodnik              | Wynik | Uwagi |
| ------- | --------------------- | ----- | ----- |
| 1       | Ingomar Sieghart      | 2,06  | Q     |
| 2-13    | Wolfgang Schillkowski | 2,03  | q     |
| 2-13    | Wałerij Skworcow      | 2,03  | q     |
| 2-13    | Walentin Gawriłow     | 2,03  | q     |
| 2-13    | Kjell-Åke Nilsson     | 2,03  | q     |
| 2-13    | Robert Sainte-Rose    | 2,03  | q     |
| 2-13    | Bo Jonsson            | 2,03  | q     |
| 2-13    | Jan Dahlgren          | 2,03  | q     |
| 2-13    | János Medovarszki     | 2,03  | q     |
| 2-13    | Jacques Madubost      | 2,03  | q     |
| 2-13    | Andriej Chmarski      | 2,03  | q     |
| 2-13    | Ewgeni Jordanow       | 2,03  | q     |
| 2-13    | Edward Czernik        | 2,03  | q     |
| 14-19   | Sándor Noszály        | 2,00  |       |
| 14-19   | Rudolf Hübner         | 2,00  |       |
| 14-19   | Gilbert Vallaeys      | 2,00  |       |
| 14-19   | Werner Pfeil          | 2,00  |       |
| 14-19   | Milan Haranta         | 2,00  |       |
| 14-19   | Rudolf Baudis         | 2,00  |       |
| 20-23   | Jón Ólafsson          | 1,95  |       |
| 20-23   | Luis Garriga          | 1,95  |       |
| 20-23   | Erminio Azzaro        | 1,95  |       |
| 20-23   | Gunther Spielvogel    | 1,95  |       |
| 24      | Ilia Mazniku          | 1,85  |       |

### Finał
| Miejsce | Zawodnik              | Wynik |
| ------- | --------------------- | ----- |
| 1       | Jacques Madubost      | 2,12  |
| 2       | Robert Sainte-Rose    | 2,12  |
| 3       | Wałerij Skworcow      | 2,09  |
| 4       | Edward Czernik        | 2,06  |
| 5       | Andriej Chmarski      | 2,06  |
| 6       | Wolfgang Schillkowski | 2,06  |
| 7       | Walentin Gawriłow     | 2,06  |
| 8       | Kjell-Åke Nilsson     | 2,03  |
| 8       | Ingomar Sieghart      | 2,03  |
| 10      | János Medovarszki     | 2,03  |
| 11      | Jan Dahlgren          | 2,03  |
| 12      | Bo Jonsson            | 2,03  |
| 13      | Ewgeni Jordanow       | 1,95  |